# کوستلانی
کوستلانی (به چکی: Kostelany) یک منطقهٔ مسکونی در جمهوری چک است که در ناحیه کرومیریژ واقع شده‌است. کوستلانی ۱۳٫۲ کیلومتر مربع مساحت و ۵۳۵ نفر جمعیت دارد و ۳۶۵ متر بالاتر از سطح دریا واقع شده‌است.